# Manuel Arce
Manuel Oswaldo Arce Raby (Lima, 25 dicembre 1909 – Lima, 31 marzo 1984) è stato un cestista peruviano.

## Carriera
Con il Perù ha preso parte alle Olimpiadi del 1936, disputando due partite.